# ماكس جيرسون
ماكس جيرسون (بالبولندية: Max Gerson)‏ هو طبيب أمريكي وألماني، ولد في 18 أكتوبر 1881 في Wągrowiec ‏ في بولندا، وتوفي في 8 مارس 1959 في نيويورك في الولايات المتحدة بسبب ذات الرئة.